# Jacques-François Artur
Jacques-François Artur, (dit « sieur de Hauterue »), né le 11 avril 1708 à Caen, et mort le 19 mars 1779 à la Rochelle, est un médecin et un naturaliste français.

## Biographie

### Le contexte familial
Cette famille a eu d’éminents représentants dans la région de Caen aux XVIe et XVIIe siècles. Le plus ancien est Thomas Artur, seigneur d’Amayé, conseiller à la cour des aides de Rouen au milieu du XVIe siècle.
Jacques-François Artur est fils de Jacques Artur, sieur de Hauterue (1674-1748), commerçant à Caen, et d’Anne Le Picard de Vasmenil, fille de Thobie Le Picard et de Madeleine de Fourcy des Peillières. 
Les Artur de Hauterue sont une vieille famille protestante. L'aïeul, Pierre Artur, a été baptisé en l’Église réformée de Caen en 1573, et son descendant, Jacques - le père de Jacques-François - un siècle plus tard. Jacques Artur est représenté comme un commerçant lettré, au caractère fier. Il a eu six enfants de sa première femme Anne, fille de Thobie Le Picard et de Madeleine de Fourcy. 
Au décès de sa mère, son père se remarie avec Mlle de La Fosse Castry. Il fit ainsi partie d’une fratrie de douze enfants, dont un demi-frère David-Antoine Artur, peintre en miniature.
Jacques-François Artur épouse le 7 février 1746 à Cayenne une jeune créole, Marie Rose Françoise Mitifeu (1721- 178?), fille de Jean-Baptiste Mitifeu, membre du conseil supérieur de Cayenne et officier de marine, et de Françoise Agathe Dais.
Il a cinq enfants : un fils aîné et quatre filles. Son fils, Jean-Jacques Isidore Artur (1746-1784), est placé chez les frères de l’Oratoire à Niort. Après une thèse en philosophie soutenue devant Charles Marie de La Condamine, ami de son père, il revient à Cayenne et devient procureur général du conseil supérieur. Il décède prématurément à La Rochelle.
En France, Jacques-François Artur possédait en plus de son domicile à Caen, une propriété dans la campagne caennaise, à Périers-sur-le-Dan ; elle restée dans la famille jusqu’en 1945. Un petit cimetière familial témoigne de la présence passée des Artur de Hauterue.
Demeurant rue des Vieilles-Carrières, il est inhumé le 22 mars 1779 en la paroisse de Saint-Julien de Caen.

### Carrière
Artur étudie auprès de Réaumur (1683-1757) et Bernard de Jussieu (1699-1777). Devenu médecin en 1732 et ayant obtenu le brevet de médecin du roi à Cayenne le 22 décembre 1735, il devient le premier médecin de la colonie française de Guyane et exerce comme médecin du roi à Cayenne de 1736 à 1771.
Il dispose d’un logement à Cayenne et de deux habitations à Rémire, localité appréciée par la petite élite créole locale ; ainsi que d’une ménagerie au niveau de la crique Fouillée. La première habitation est au Mont Sec, entre la montagne du Tigre et celle de Saint-Martin, le long du Chemin Cabrouet à proximité de la crique Mota. Elle est au bord de la rivière de Cabassou, autrement nommée « de l'ancienne poterie des Jésuites ». La seconde habitation se situe à proximité du Fort Diamant en bordure d'un sentier de randonnée à Remire-Montjoly. Les vestiges font l'objet d'une fouille archéologique et d'une mise en valeur avec une plantation de cacaoyers (visites commentées le samedi à 16h00).

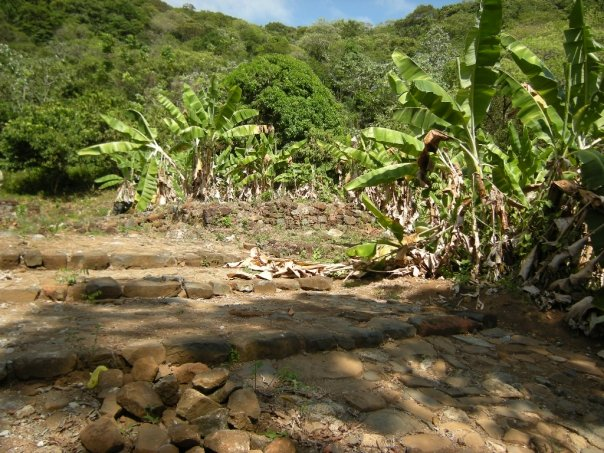
Terrasse et escalier de l'habitation Artur.

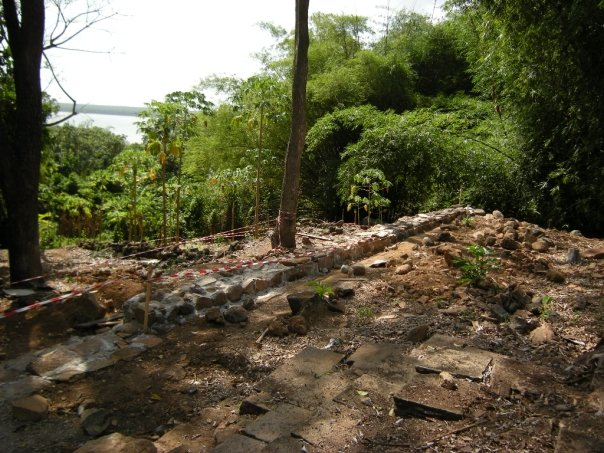
Terrasse de l'habitation Artur.

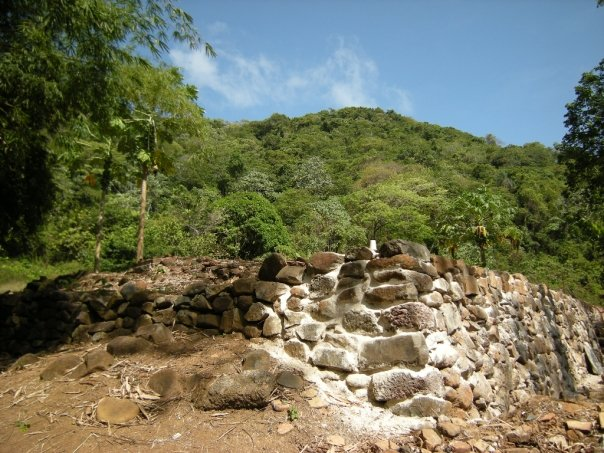
Fondation de l'habitation Artur.

Il est correspondant de Réaumur pour l’Académie des sciences à partir du 12 mai 1753 ; correspondant d’Antoine de Jussieu pour l’Académie des Sciences le 20 décembre 1757 ; correspondant de la Société Royale de Londres en 1753. Il est aussi l’auteur d’une riche correspondance qui nous éclaire sur les relations qu’il entretenait avec de nombreux académiciens dont Georges-Louis Leclerc de Buffon. Il fait parvenir de nombreuses observations et des spécimens d’histoire naturelle en France et notamment à Réaumur. Il est en retraite à partir de 1768.
Parallèlement, il devient procureur général du conseil supérieur de Cayenne en 1738, puis conseiller, puis doyen de 1765 à 1770.

## Œuvre
- Jacques-François Artur, Histoire des colonies françoises de la Guianne, transcription établie, présentée et annotée par Marie Polderman, Paris, Ed. Ibis Rouge, 2002, 800 p.

## Archives
- Archives nationales (fonds Colonies) : série E (dossiers personnels), dossier 9 : Jacques-François Artur, Jean-Jacques Isidore Artur.
- Archives nationales (fonds Colonies) : sous série C14 (correspondance à l’arrivée en provenance de la Guyane française), registres 16, 17, 18, 19, 21, 22, 23, 25, 26, 28, 29, 30, 32, 33, 36, 37, 49, 53, 64.
- Archives de l’Académie des sciences : dossier Jacques-François Artur.
- Archives de la Société royale de Londres / Royal Society : Description des oiseaux de Guyane par Jacques-François Artur lue par le Dr Maty, secrétaire, le 28 juin 1753.
- Archives départementales de la Charente-Maritime : série J, 4J 2180 : correspondance du médecin Artur à Cayenne (1736-1767) (2MI 817).
- Bibliothèque nationale de France (section des manuscrits occidentaux) : Histoire de la Guyane par M. Artur, médecin du roi à Cayenne, 11 volumes (naf 2571-2583).
- Bibliothèque du Muséum d’histoire naturelle : description du cacaoyer, fait le 18 juin 1737 à Cayenne par le Sr Artur, 40 feuillets (ms 1865).